# Eupalaestrus
Eupalaestrus is een geslacht van spinnen uit de familie vogelspinnen (Theraphosidae).

## Soorten
De volgende soorten zijn bij het geslacht ingedeeld:
- Eupalaestrus campestratus (Simon, 1891)
- Eupalaestrus guyanus (Simon, 1892)
- Eupalaestrus spinosissimus Mello-Leitão, 1923
- Eupalaestrus weijenberghi (Thorell, 1894)